# Angolanische Fußballnationalmannschaft (U-20-Männer)
Die angolanische U-20-Fußballnationalmannschaft ist eine Auswahlmannschaft angolanischer Fußballspieler. Sie unterliegt der Federação Angolana de Futebol und repräsentiert sie international auf U-20-Ebene, etwa in Freundschaftsspielen gegen die Auswahlmannschaften anderer nationaler Verbände oder bei U-20-Afrikameisterschaften und U-20-Weltmeisterschaften.
Bei ihrer bislang einzigen WM-Teilnahme erreichte die Mannschaft 2001 das Achtelfinale, verlor dieses jedoch gegen die Niederlande.
Zuvor wurde die Mannschaft 2001 durch einen Finalsieg gegen Ghana Afrikameister.

## Teilnahme an U-20-Weltmeisterschaften
| 1977 | nicht teilgenommen |
| 1979 | nicht teilgenommen |
| 1981 | nicht teilgenommen |
| 1983 | nicht qualifiziert |
| 1985 | nicht qualifiziert |
| 1987 | nicht teilgenommen |
| 1989 | nicht qualifiziert |
| 1991 | nicht teilgenommen |
| 1993 | nicht teilgenommen |
| 1995 | nicht qualifiziert |
| 1997 | nicht qualifiziert |
| 1999 | nicht qualifiziert |
| 2001 | Achtelfinale       |
| 2003 | nicht qualifiziert |
| 2005 | nicht qualifiziert |
| 2007 | nicht qualifiziert |
| 2009 | nicht qualifiziert |
| 2011 | nicht qualifiziert |
| 2013 | nicht qualifiziert |
| 2015 | nicht qualifiziert |
| 2017 | nicht qualifiziert |
| 2019 | nicht qualifiziert |
| 2023 | nicht qualifiziert |

## Teilnahme an U-20-Afrikameisterschaften
| 1979 | nicht teilgenommen |
| 1981 | nicht teilgenommen |
| 1983 | Vorrunde           |
| 1985 | Achtelfinale       |
| 1987 | nicht teilgenommen |
| 1989 | Vorausscheidung    |
| 1991 | nicht teilgenommen |
| 1993 | nicht teilgenommen |
| 1995 | nicht qualifiziert |
| 1997 | nicht qualifiziert |
| 1999 | Vorrunde           |
| 2001 | Sieger             |
| 2003 | nicht qualifiziert |
| 2005 | Vorrunde           |
| 2007 | nicht qualifiziert |
| 2009 | nicht qualifiziert |
| 2011 | nicht qualifiziert |
| 2013 | nicht qualifiziert |
| 2015 | nicht qualifiziert |
| 2017 | nicht qualifiziert |
| 2019 | nicht qualifiziert |
| 2021 | nicht qualifiziert |
| 2023 | nicht qualifiziert |